# Río Caroní
Der Río Caroní ist ein rechter Nebenfluss des Orinoco in Venezuela. Er hat eine Länge von etwa 750 km. Einschließlich des rechten Quellflusses Río Cuquenán beträgt die Gesamtlänge etwa 935 km. Der englische Seefahrer Walter Raleigh erreichte im Mai 1595 auf der Suche nach dem sagenumwobenen El Dorado den Zufluss des Río Caroní und zeigte sich von der Schönheit und Fruchtbarkeit der Landschaft begeistert, wie in seinen persönlichen Aufzeichnungen nachzulesen ist.
Im Guri-Stausee wird der Fluss zu einem der größten Stauseen der Erde aufgestaut. Kurz unterhalb dessen steht an einem zweiten Aufstau das Caruachi-Wasserkraftwerk und kurz vor der Mündung in den Orinoco die Macagua-Talsperre.

## Flusslauf
Der Río Caroní entsteht 55 km westsüdwestlich des Roraima-Tepui im äußersten Süden von Venezuela auf einer Höhe von etwa 850 m am Zusammenfluss von Río Cuquenán und Río Yuruaní. Seine Quellflüsse entspringen an der Südflanke des Roraima-Tepui. Der Río Caroní fließt anfangs in überwiegend westlicher Richtung. Dabei nimmt er die Flüsse Río Aponguao und Río Caruay von rechts auf. Schließlich verlässt er das Bergland und trifft bei Flusskilometer 500 auf den von Süden kommenden Río Carcupí und wendet sich nach Norden. Der Río Caroní verläuft bis Flusskilometer 245 entlang der südlichen und westlichen Grenze des Canaima-Nationalparks. Zwischen Flusskilometer 215 und 95 wird der Río Caroní zum Guri-Stausee aufgestaut. Der Río Paragua mündet von Südwesten kommend in den Stausee. Schließlich trifft der Río Caroní bei Ciudad Guayana auf den Orinoco.

## Hydrologie und Einzugsgebiet
Das Einzugsgebiet umfasst eine Fläche von 95.000 km². Der mittlere Abfluss an der Mündung beträgt 5000 m³/s.

## Wasserkraftwerke und Stauseen
Flussabwärts gesehen wird der Caroní durch die folgenden Wasserkraftwerke aufgestaut:
| Wasserkraftwerk | Betreiber | Leistung (MW) | Stausee  | Wasserfläche (km²) | Volumen (Mrd. m³) |
| --------------- | --------- | ------------- | -------- | ------------------ | ----------------- |
| Guri            |           | 10.025        | Guri     | 4.250              | 138               |
| Tocoma          |           | 2.350         | Tocoma   | 87                 | 1,77              |
| Caruachi        |           | 2.160         | Caruachi | 238                | 3,52              |
| Macagua         |           | 3.152         | Macagua  | 47,4               | 0,363             |